# Burning Bright (chanson)
Pour les articles homonymes, voir Burning Bright.
Singles de Shinedown
Simple Man
(2003) Save Me
(2005)
Burning Bright est le quatrième single du groupe Shinedown sorti en 2004.

## Liste des chansons
| No | Titre          | Durée |
| -- | -------------- | ----- |
| 1. | Burning Bright | 3:46  |

## Performance dans les charts
| Charts                                   | Meilleur position |
| ---------------------------------------- | ----------------- |
| Billboard Bubbling Under Hot 100 Singles | 7                 |
| Billboard Mainstream Rock Tracks         | 2                 |
| Billboard Modern Rock Tracks             | 22                |